# Pau Montaña i Cantó
Pau Montaña i Cantó (Barcelona, 1775- Olot, 21 d'octubre de 1801) fou un pintor català, fill de Pere Pau Montaña.
Gràcies a la Junta de Comerç va marxar becat a Madrid amb 18 anys, gràcies a la intervenció del seu pare, un conegut professor de l'Escola Gratuïta de Disseny. A Madrid es va formar sota les ordres de Mariano Maella. Més endavant, el 1797, va guanyar una segona medalla en un concurs de la Reial Acadèmia de Belles Arts de San Fernando, on va ingressar el 1799. En tornar a Barcelona fou nomenat professor de l'Acadèmia de Belles Arts, però un problema de salut l'obliga a retirar-se a Olot, on mor el 1801, amb 26 anys.
Al fons del Museu Nacional d'Art de Catalunya es conserva un dibuix seu, Al·legoria de la Pau de Basilea, fet a Madrid el 1796 amb el que va guanyar la medalla a San Fernando. Al museu de la mateixa acadèmia es conserva la versió final feta amb oli sobre tela.